# 雪鹑
雪鹑（学名：Lerwa lerwa）是鸡形目雉科雪鹑属的鸟类。
雪鹑主要分布在喜马拉雅山脉、青藏高原至中国的中南部，海拔3000—5000米的高山草甸及碎石地带较常风。主要以植物为食，同时也吃昆虫。
雪鹑的体形不大，成年体长约35厘米左右，通体灰色，头、颈为黑色夹杂白色细条纹，腹部及两翼有棕色条纹，嘴、脚为红色。

## 保护
本种于2023年被收录入《有重要生态、科学、社会价值的陆生野生动物名录》。